# Gabrno
Gabrno je naselje v Občini Laško.